# Nóvaya Ládoga
Nóvaya Ládoga (del ruso: Новая Ладога) es una ciudad del óblast de Leningrado, en Rusia, en el raión de Vóljov. Está situada en la desembocadura del río Vóljov en el lago Ládoga, a 140 km al este de San Petersburgo. Su población era de 9.397 habitantes en 2009.

## Historia
El monasterio de San Nicolás se encuentra en el emplazamiento de la ciudad moderna desde el siglo XV. Sin embargo, el pueblo (slobodá) vecino estuvo eclipsado durante mucho tiempo por la primera capital rusa, Stáraya Ládoga, situada unos cuantos kilómetros río arriba. En 1704, Pedro el Grande hizo fortificar el monasterio y ordenó a la población de Stáraya Ládoga instalarse en el pueblo vecino. La nueva ciudad creció en importancia en el marco de la construcción del canal Ládoga y de la vía navegable Volga-Báltico en los siglos XVIII y XIX.
La ciudad tuvo un papel importante durante el sitio de Leningrado, ya que su ubicación permitía la comunicación y el acceso al Camino de la Vida.

## Demografía
| 1897  | 1959  | 1970  | 1979  | 1989   | 2002  | 2008  |
| ----- | ----- | ----- | ----- | ------ | ----- | ----- |
| 4 100 | 7 900 | 8 800 | 9 800 | 11 310 | 9 920 | 9 521 |

## Industria
Las empresas más importantes de la ciudad son el astillero (Novoládozhski Zudoremontni Zavod), una fábrica de condensadores, así como varias fábricas textiles. Además se explota la pesca en el lago Ládoga.

## Lugares de interés
Al ser sede de un antiguo monasterio del siglo XV, Nóvaya Ládoga es una localidad relativamente rica en edificios históricos. Además del monasterio se encuentra la iglesia de San Clemente (1741), la iglesia del Salvador (1758), el edificio del antiguo club de oficiales (1764-1768), erigido por orden del líder militar Aleksandr Suvórov. La ciudad cuenta también con un museo local y un museo de historia.

## Personalidades
- Aleksandr Fiódorovich Ilin-Zhenevski (1894−1941), jugador de ajedrez, murió en esta localidad durante los bombardeos alemanes.